# جون نيكولز (كاتب)
جون نيكولز (بالإنجليزية: John Nichols)‏ (23 يوليو 1940 - نوفمبر 2023)، هو كاتب روائي أمريكي. وُلد في بيركيلي، درس في كلية هاميلتون.